# Amii Stewart
Amii Stewart (Washington, 1956. január 29. –) amerikai énekesnő, táncosnő és színésznő. Teljes neve: Amy Paulette Stewart. Az 1970-es évek végén vált világhírűvé a diszkókedvelők körében, elsősorban a Knock On Wood című slágernek köszönhetően. Erőteljes énekhang, temperamentumos előadásmód és kivételes mozgáskultúra jellemzi produkcióit. Az 1980-as évek közepétől Olaszországban él és dolgozik, de rendszeresen turnézik a világ különböző pontjain is.

## Karriertörténet

### Út a csúcsra
Amii négyéves volt, amikor édesapja tánc- és énekórákra íratta be. E korán indult képzésnek köszönhetően vált a diszkó műfaj egyik legsokoldalúbb csillagává. A közönség színésznőként ismerhette meg először: a Broadway-n lépett fel a Bubbling Brown Sugar című produkcióban, melynek egyik koreográfusa és társrendezője is volt. A színpadi revü a ’30-as években játszódott egy harlemi éjszakai klubban. A dalokat a korszak akkori csillagainak – Duke Ellington, Eubie Blake, Count Basie, Cab Calloway, Fats Waller – szerzeményeiből állították össze. Az előadást Miamibe, sőt Londonba is elvitték. A tehetséges, jól mozgó, remekül éneklő Amii a színpadi fellépést követően az Ariola lemezcég amerikai leányvállalatától kapott szerződést. Első kislemeze egy régi Eddie Floyd-dal, a Knock On Wood feldolgozása volt. A siker óriási volt: 1979 áprilisában a dal a tengerentúli slágerlista élére került, majd rövid idő alatt az európai kontinenst is meghódította. Amii Stewart a nyugatnémet tévé emlékezetes Disco Disco Disco című műsorában is fellépett vele, ahol fergeteges táncprodukciót adott elő (az ének akkor alighanem playback volt), játszi könnyedséggel emelgette a lábait a feje fölé. A Knock On Woodot azóta a műfaj legemlékezetesebb örökzöldjei között tartják számon: azon kevés (diszkó)feldolgozások egyike, amelyik jobb és sikeresebb volt, mint az eredeti. Mindazonáltal Amerikában – meglehetősen igazságtalanul – „egyslágeres csodaként” tartják számon az énekesnőt, pedig más dalaival is szerepelt a népszerűségi listákon.
A Knock On Wood az Egyesült Államokban platinalemez lett, Amii Stewart pedig Grammy-jelölést kapott. 1979 februárjában került a boltokba debütáló albuma, amelyről még egy feldolgozás vált igen népszerűvé. A Light My Fire eredetileg a legendás The Doors örökzöldje, melyet egyébként Amii-vel szinte egyidőben a spanyol Baccara is diszkósított. Mindkét feldolgozás sikeres lett, s mindkettőt epés megjegyzésekkel illették a rockrajongók és -kritikusok. Amii vitathatatlan tehetségét azonban e felvétel kapcsán se vonta kétségbe senki. (Hosszú évekkel később Szűcs Judit is az Amii Stewart-féle változat alapján tűzte műsorára a dalt.) Az albumverzió egyébként igazából egyveleg volt, melynek egyik felét a 137 Disco Heaven című szerzemény alkotta. A két nagy sláger mellett a You Really Touched My Heart is népszerűvé vált a nagylemezről.
Alig több mint fél évet kellett várni az énekesnő második albumára, amely 1979 szeptemberében jelent meg. Ennek sikere az Egyesült Államokban már nem volt olyan nagy: ott a diszkóhullám akkor már levonulóban volt. Európában azonban a fogadtatás most is kedvező volt. Különösen a Jealousy című dal lett népszerű, de kedvező visszhangja volt a címadó dalnak (Paradise Bird) és a The Letter című felvételnek is, ami a Box Tops régi slágerének feldolgozása. (Ugyanezt a dalt röviddel Amii Stewart verziója után a Blonde on Blonde nevű női diszkóegyüttes is műsorára tűzte.) A harmadik LP eltérő címmel és tracklistával jelent meg Európában és az Egyesült Államokban. Csak az európai verzión (Images) hallható Jerry Lee Lewis Great Balls of Fire című örökzöldjének bravúros feldolgozása. Mindkét albumon szerepel a The Supremes egykori slágere, a Where Did Our Love Go? diszkóverziója, illetve Johnny Bristollal egy duett, mely igazából egyveleg a Temptations My Girl és Mary Wells My Guy című sikerszámaiból. (Utóbbi slágert a magyar közönség talán az Apácashow című filmből ismerheti a legjobban. Egyébként az egyveleg mindkét dala Smokey Robinson szerzeménye.)

### Túl a csúcson
A diszkózene népszerűsége a ’80-as évek elején jelentősen visszaesett, ami Amii Stewart népszerűségén is meglátszott, ám az énekesnő mégsem tűnt el a süllyesztőben. Olaszországba költözött, ahol 1983-ban indult a Sanremói Dalfesztiválon a Working Late Tonight című dallal. Ugyanebben az évben került piacra a nevét viselő új nagylemez is, melyen többek között két, ritkaságszámba menő dalt énekel híres kolléganője, Donna Summer két évvel korábbi, akkor még kiadatlan lemezéről (Az I’m A Rainbow csak 1996-ban jelent meg.): Sweet Emotion; You To Me. A következő évben a Friends című kislemeze több európai ország slágerlistájára felkerült, Olaszországban egyenesen az első helyig jutott. 1985-ben remixalbum jelent meg a legnépszerűbb slágereiből The Hits címmel. Erről ismét a Knock On Wood és a Light My Fire tetszett a legjobban a közönségnek. Neves kolléganői, az Eruption egykori énekesnője, Precious Wilson és Jennifer Rush társaságában közreműködött a Dschinghis Khanból jól ismert Mándoki László Children of Hope című szólólemezén. (A korabeli poppletykák szerint Amii és Mándoki között régebben gyengéd szálak szövődtek.) 1990-ben Ennio Morricone néhány szerzeményét énekelte nagylemezre, köztük a Joan Baez előadásában ismertté vált Here’s To You című balladát. Amii és Morricone voltak az album producerei is. 1993-ban és 1994-ben az a megtiszteltetés érte, hogy a Vatikán által szervezett karácsonyi ünnepi műsorban kérték fel közreműködésre.
1998-ban mutatták be az 54 című zenés amerikai filmet, amely az azonos nevű legendás New York-i diszkóról szólt. A mű háttérzenéjét a korszak legnépszerűbb slágereiből válogatták, a Chic, Sylvester, Grace Jones, a Blondie, a Silver Convention, Edwin Starr, Dan Hartman, Diana Ross, a Santa Esmeralda, a Gibson Brothers és mások felvételeiből. Az egyik jelenetben Mary Griffin énekelte el a Knock On Wood című dalt. Noha megjelenése egyértelműen Amii Stewartot idézte, az ő neve mégsem hangzott el a filmben, a figurát egyszerűen „diszkósztár”-ként tüntették fel a stáblistán.
Amii az új évezredben visszatért a zenés színpadokra is. 2000-ben Mária Magdolna szerepét énekelte Andrew Lloyd Webber legendás rockoperája, a Jézus Krisztus szupersztár előadásában, mellyel végigturnézta Olaszországot. 2003-ban Billie Holiday alakját keltette életre a Lady Day című musicalben, melynek nemcsak főszereplője, hanem írója és producere is volt. Az olaszországi UNICEF jószolgálati nagyköveteként is munkálkodik. 2006-ban régi barátjával, Morriconéval egy jótékony célú kislemezt jelentett meg, melyen 5 különböző változatban (5 nyelven) énekli a Love Song című szerzeményt. 2007 májusában ismét részt vett a sanremói dalfesztiválon, ezúttal Piero Mazzocchettivel énekelt egy duettet: Schiavo d’amore.

## Érdekességek
- Amii Stewart a nagynénje Sinittának, aki a ’80-as évek végén vált ismertté olyan slágerekkel, mint a So Macho, a G. T. O., a Cruising és a Toy Boy. Sinitta édesanyja, Miquel Brown egyébként szintén diszkócsillag volt (So Many Men, So Little Time stb.).
- A The Letter című dal előadásáért a Tokiói Dalfesztiválon Amii Stewart a legjobb előadónak járó díjat kapta.
- Kifejezetten Amii hangjára komponálta Nicola Piovani a Stabat Mater című művet, melynek szövegírója Vincenzo Cerami volt. Amii egy harmadik világból származó édesanyát játszott, akinek éhen halt a gyermeke. Az előadást az olasz RAI 3 televíziós csatorna élőben közvetítette.

## Ismertebb lemezei

### Albumok
- 1979 Knock On Wood
- 1979 Paradise Bird
- 1981 Images (csak Európában)
- 1981 I'm Gonna Get Your Love (csak az Egyesült Államokban)
- 1983 Amii Stewart
- 1984 Try Love
- 1985 The Hits
- 1986 Amii
- 1988 Time For Fantasy
- 1990 Pearls – Amii Stewart Sings Ennio Morricone
- 1992 Magic
- 1994 Lady To Ladies
- 1995 All Of Me
- 1995 The Men I Love
- 1996 Love Affair
- 1996 Knock On Wood – The Best Of Amii Stewart
- 1999 Unstoppable
- 2004 Lady Day
- 2005 The Greatest Hits

### Kislemezek, maxik
(A dalcímek után az egyes országok slágerlistáin elfoglalt legmagasabb hely megjelölése található. Rövidítések: US = Egyesült Államok, UK = Egyesült Királyság, N = Németország, O = Olaszország, H = Hollandia. Az országnév melletti egyéb elnevezés speciális slágerlistára utal.)
- 1979 Knock On Wood (#1 US Pop, #6 U.S. R&B, #5 U.S. Club Play, #6 UK, #13 N)
- 1979 Light My Fire – 137 Disco Heaven (Medley) (#69 US Pop, #36 US R&B, #5 UK, #26 N)
- 1979 Jealousy (#58 UK, #4 O, #5 H)
- 1980 The Letter / Paradise Bird (#39 UK)
- 1980 My Guy – My Girl (Medley) (duett Johnny Bristollal) (#63 US, #39 UK)
- 1984 Grazie Perchè (We've Got Tonight) (duett Gianni Morandival) (#3 O)
- 1984 Friends (#46 US R&B, #12 UK, #1 O)
- 1985 That Loving Feeling (#95 UK)
- 1985 Together (duett Mike Francisszel) (#9 O)
- 1985 Knock On Wood / Light My Fire (Remix) (#7 UK)
- 1985 You Really Touch My Heart (#89 UK)
- 1986 My Guy – My Girl (Medley) (duett Deon Estusszal) (#63 UK)
- 1986 Love Ain't No Toy (#99 UK)
- 1988 It's Fantasy (#14 O)
- 1992 Don't Be So Shy
- 1998 Knock On Wood 2000
- 2006 Love Song